# Shania Twain/Diskografie
Diese Diskografie ist eine Übersicht über die musikalischen Werke der kanadischen Country- und Popsängerin Shania Twain. Den Quellenangaben und Schallplattenauszeichnungen zufolge verkaufte sie bisher mehr als 109,7 Millionen Tonträger, davon alleine in ihrem Heimatland über 6,8 Millionen. Ihre erfolgreichste Veröffentlichung ist das dritte Studioalbum Come On Over mit mehr als 40 Millionen verkauften Einheiten.

## Alben

### Studioalben
| Jahr | Titel Musiklabel                        | Höchstplatzierung, Gesamtwochen, AuszeichnungChartplatzierungen (Jahr, Titel, Musiklabel, Platzierungen, Wochen, Auszeichnungen, Anmerkungen) | Höchstplatzierung, Gesamtwochen, AuszeichnungChartplatzierungen (Jahr, Titel, Musiklabel, Platzierungen, Wochen, Auszeichnungen, Anmerkungen) | Höchstplatzierung, Gesamtwochen, AuszeichnungChartplatzierungen (Jahr, Titel, Musiklabel, Platzierungen, Wochen, Auszeichnungen, Anmerkungen) | Höchstplatzierung, Gesamtwochen, AuszeichnungChartplatzierungen (Jahr, Titel, Musiklabel, Platzierungen, Wochen, Auszeichnungen, Anmerkungen) | Höchstplatzierung, Gesamtwochen, AuszeichnungChartplatzierungen (Jahr, Titel, Musiklabel, Platzierungen, Wochen, Auszeichnungen, Anmerkungen) | Höchstplatzierung, Gesamtwochen, AuszeichnungChartplatzierungen (Jahr, Titel, Musiklabel, Platzierungen, Wochen, Auszeichnungen, Anmerkungen) | Höchstplatzierung, Gesamtwochen, AuszeichnungChartplatzierungen (Jahr, Titel, Musiklabel, Platzierungen, Wochen, Auszeichnungen, Anmerkungen) | Anmerkungen                                                    |
| Jahr | Titel Musiklabel                        | DE | AT | CH | UK | US | Country | CA | Anmerkungen                                                    |
| ---- | --------------------------------------- | --- | --- | --- | --- | --- | --- | --- | -------------------------------------------------------------- |
| 1993 | Shania Twain Mercury Nashville (UMG)    | — | — | — | UK— SilberUK | US— PlatinUS | Country67 (4 Wo.)Country | CA— ×2Doppelplatin (Physisch) + Platin (Digital)CA                                                                                            | Erstveröffentlichung: 20. April 1993 Verkäufe: + 1.360.000     |
| 1995 | The Woman in Me Mercury Nashville (UMG) | DE72 (1 Wo.)DE | — | CH91 a (1 Wo.)CH | UK7 Platin · (30 Wo.)UK | US5 ×2Diamant + Doppelplatin · (107 Wo.)US | Country1 (110 Wo.)Country | CA6 ×2Doppeldiamant · (… Wo.)CA | Erstveröffentlichung: 7. Februar 1995 Verkäufe: + 20.000.000   |
| 1997 | Come On Over Mercury Nashville (UMG)    | DE8 ×3Dreifachgold · (54 Wo.)DE | AT4 Gold · (34 Wo.)AT | CH4 ×3Dreifachplatin · (101 Wo.)CH | UK1 ×12Zwölffachplatin · (161 Wo.)UK | US2 ×2Doppeldiamant · (151 Wo.)US | Country1 (151 Wo.)Country | CA1 ×2Doppeldiamant · (… Wo.)CA | Erstveröffentlichung: 4. November 1997 Verkäufe: + 40.000.000  |
| 2002 | Up! Mercury Nashville (UMG)             | DE1 ×2Doppelplatin · (81 Wo.)DE | AT2 Platin · (79 Wo.)AT | CH2 ×3Dreifachplatin · (78 Wo.)CH | UK4 ×2Doppelplatin · (50 Wo.)UK | US1 Diamant + Platin · (93 Wo.)US | — | CA1 ×2Doppeldiamant · (… Wo.)CA | Erstveröffentlichung: 15. November 2002 Verkäufe: + 15.893.000 |
| 2017 | Now Mercury Nashville (UMG)             | DE12 (3 Wo.)DE | AT16 (2 Wo.)AT | CH10 (5 Wo.)CH | UK1 Silber · (7 Wo.)UK | US1 (7 Wo.)US | Country1 (13 Wo.)Country | CA1 Platin · (19 Wo.)CA | Erstveröffentlichung: 29. September 2017 Verkäufe: + 166.000   |
| 2023 | Queen of Me Republic Records (UMG)      | DE13 (2 Wo.)DE | AT19 (1 Wo.)AT | CH2 (4 Wo.)CH | UK1 (3 Wo.)UK | US10 (2 Wo.)US | Country2 (2 Wo.)Country | CA2 (3 Wo.)CA | Erstveröffentlichung: 3. Februar 2023                          |

### Livealben
| Jahr | Titel Musiklabel                                                    | Höchstplatzierung, Gesamtwochen, AuszeichnungChartplatzierungen (Jahr, Titel, Musiklabel, Platzierungen, Wochen, Auszeichnungen, Anmerkungen) | Höchstplatzierung, Gesamtwochen, AuszeichnungChartplatzierungen (Jahr, Titel, Musiklabel, Platzierungen, Wochen, Auszeichnungen, Anmerkungen) | Höchstplatzierung, Gesamtwochen, AuszeichnungChartplatzierungen (Jahr, Titel, Musiklabel, Platzierungen, Wochen, Auszeichnungen, Anmerkungen) | Höchstplatzierung, Gesamtwochen, AuszeichnungChartplatzierungen (Jahr, Titel, Musiklabel, Platzierungen, Wochen, Auszeichnungen, Anmerkungen) | Höchstplatzierung, Gesamtwochen, AuszeichnungChartplatzierungen (Jahr, Titel, Musiklabel, Platzierungen, Wochen, Auszeichnungen, Anmerkungen) | Höchstplatzierung, Gesamtwochen, AuszeichnungChartplatzierungen (Jahr, Titel, Musiklabel, Platzierungen, Wochen, Auszeichnungen, Anmerkungen) | Höchstplatzierung, Gesamtwochen, AuszeichnungChartplatzierungen (Jahr, Titel, Musiklabel, Platzierungen, Wochen, Auszeichnungen, Anmerkungen) | Anmerkungen                                           |
| Jahr | Titel Musiklabel                                                    | DE | AT | CH | UK | US | Country | CA | Anmerkungen                                           |
| ---- | ------------------------------------------------------------------- | --- | --- | --- | --- | --- | --- | --- | ----------------------------------------------------- |
| 2015 | Shania: Still the One – Live from Las Vegas Mercury Nashville (UMG) | DE53 (1 Wo.)DE | AT*AT | CH*CH | UK*UK | US55 (3 Wo.)US | Country2 (10 Wo.)Country | CA8 (2 Wo.)CA | Erstveröffentlichung: 3. März 2015 * siehe Videoalbum |

### Kompilationen
| Jahr | Titel Musiklabel                                          | Höchstplatzierung, Gesamtwochen, AuszeichnungChartplatzierungen (Jahr, Titel, Musiklabel, Platzierungen, Wochen, Auszeichnungen, Anmerkungen) | Höchstplatzierung, Gesamtwochen, AuszeichnungChartplatzierungen (Jahr, Titel, Musiklabel, Platzierungen, Wochen, Auszeichnungen, Anmerkungen) | Höchstplatzierung, Gesamtwochen, AuszeichnungChartplatzierungen (Jahr, Titel, Musiklabel, Platzierungen, Wochen, Auszeichnungen, Anmerkungen) | Höchstplatzierung, Gesamtwochen, AuszeichnungChartplatzierungen (Jahr, Titel, Musiklabel, Platzierungen, Wochen, Auszeichnungen, Anmerkungen) | Höchstplatzierung, Gesamtwochen, AuszeichnungChartplatzierungen (Jahr, Titel, Musiklabel, Platzierungen, Wochen, Auszeichnungen, Anmerkungen) | Höchstplatzierung, Gesamtwochen, AuszeichnungChartplatzierungen (Jahr, Titel, Musiklabel, Platzierungen, Wochen, Auszeichnungen, Anmerkungen) | Höchstplatzierung, Gesamtwochen, AuszeichnungChartplatzierungen (Jahr, Titel, Musiklabel, Platzierungen, Wochen, Auszeichnungen, Anmerkungen) | Anmerkungen                                                  |
| Jahr | Titel Musiklabel                                          | DE | AT | CH | UK | US | Country | CA | Anmerkungen                                                  |
| ---- | --------------------------------------------------------- | --- | --- | --- | --- | --- | --- | --- | ------------------------------------------------------------ |
| 1999 | The Complete Limelight Sessions b Limelight Records (LIM) | — | — | — | UK62 Silber · (10 Wo.)UK | — | Country43 (5 Wo.)Country | — | Erstveröffentlichung: 17. September 1999 Verkäufe: + 60.000  |
| 2004 | Greatest Hits Mercury Nashville (UMG)                     | DE3 Platin · (20 Wo.)DE | AT3 Gold · (18 Wo.)AT | CH4 Platin · (23 Wo.)CH | UK6 ×3Dreifachplatin · (31 Wo.)UK | US2 ×4Vierfachplatin · (82 Wo.)US | Country1 (271 Wo.)Country | CA1 Diamant · (… Wo.)CA | Erstveröffentlichung: 8. November 2004 Verkäufe: + 6.545.000 |
| 2022 | Not Just a Girl – The Highlights Mercury Nashville (UMG)  | — | — | — | UK48 Silber · (1 Wo.)UK | US131 (1 Wo.)US | Country15 (30 Wo.)Country | CA— ×3DreifachplatinCA | Erstveröffentlichung: 26. Juli 2022 Verkäufe: + 307.500      |
| 2024 | Love Songs Universal Music (UMG)                          | — | — | — | — | — | — | — | Erstveröffentlichung: 9. Februar 2024 Verkäufe: + 40.000     |
| 2024 | Shania: The Queen of Country Pop Universal Music (UMG)    | — | — | — | — | — | — | — | Erstveröffentlichung: 2. August 2024                         |

### Remixalben
| Jahr | Titel Musiklabel                                             | Höchstplatzierung, Gesamtwochen, AuszeichnungChartplatzierungen (Jahr, Titel, Musiklabel, Platzierungen, Wochen, Auszeichnungen, Anmerkungen) | Höchstplatzierung, Gesamtwochen, AuszeichnungChartplatzierungen (Jahr, Titel, Musiklabel, Platzierungen, Wochen, Auszeichnungen, Anmerkungen) | Höchstplatzierung, Gesamtwochen, AuszeichnungChartplatzierungen (Jahr, Titel, Musiklabel, Platzierungen, Wochen, Auszeichnungen, Anmerkungen) | Höchstplatzierung, Gesamtwochen, AuszeichnungChartplatzierungen (Jahr, Titel, Musiklabel, Platzierungen, Wochen, Auszeichnungen, Anmerkungen) | Höchstplatzierung, Gesamtwochen, AuszeichnungChartplatzierungen (Jahr, Titel, Musiklabel, Platzierungen, Wochen, Auszeichnungen, Anmerkungen) | Höchstplatzierung, Gesamtwochen, AuszeichnungChartplatzierungen (Jahr, Titel, Musiklabel, Platzierungen, Wochen, Auszeichnungen, Anmerkungen) | Höchstplatzierung, Gesamtwochen, AuszeichnungChartplatzierungen (Jahr, Titel, Musiklabel, Platzierungen, Wochen, Auszeichnungen, Anmerkungen) | Anmerkungen                                             |
| Jahr | Titel Musiklabel                                             | DE | AT | CH | UK | US | Country | CA | Anmerkungen                                             |
| ---- | ------------------------------------------------------------ | --- | --- | --- | --- | --- | --- | --- | ------------------------------------------------------- |
| 1999 | Come On Over (International Version) Mercury Nashville (UMG) | DE*DE | AT*AT | CH*CH | UK*UK | US*US | Country*Country | CA*CA | Erstveröffentlichung: 5. Juli 1999 * siehe Come On Over |
| 2002 | Up! (Country Mixes) Mercury Nashville (UMG)                  | DE*DE | AT*AT | CH*CH | UK*UK | US190 (1 Wo.)US | Country23 (14 Wo.)Country | CA*CA | Erstveröffentlichung: 19. November 2002 * siehe Up!     |

## Singles

### Als Leadmusikerin
| Jahr | Titel Album                                                         | Höchstplatzierung, Gesamtwochen, AuszeichnungChartplatzierungen (Jahr, Titel, Album, Platzierungen, Wochen, Auszeichnungen, Anmerkungen) | Höchstplatzierung, Gesamtwochen, AuszeichnungChartplatzierungen (Jahr, Titel, Album, Platzierungen, Wochen, Auszeichnungen, Anmerkungen) | Höchstplatzierung, Gesamtwochen, AuszeichnungChartplatzierungen (Jahr, Titel, Album, Platzierungen, Wochen, Auszeichnungen, Anmerkungen) | Höchstplatzierung, Gesamtwochen, AuszeichnungChartplatzierungen (Jahr, Titel, Album, Platzierungen, Wochen, Auszeichnungen, Anmerkungen) | Höchstplatzierung, Gesamtwochen, AuszeichnungChartplatzierungen (Jahr, Titel, Album, Platzierungen, Wochen, Auszeichnungen, Anmerkungen) | Höchstplatzierung, Gesamtwochen, AuszeichnungChartplatzierungen (Jahr, Titel, Album, Platzierungen, Wochen, Auszeichnungen, Anmerkungen) | Höchstplatzierung, Gesamtwochen, AuszeichnungChartplatzierungen (Jahr, Titel, Album, Platzierungen, Wochen, Auszeichnungen, Anmerkungen) | Anmerkungen                                                                                      | [↑]: gemeinsam behandelt mit vorhergehendem Eintrag; [←]: in beiden Charts platziert |
| Jahr | Titel Album                                                         | DE | AT | CH | UK | US | Country | CA | Anmerkungen                                                                                      |                                                                                      |
| --- | ------------------------------------------------------------------- | --- | --- | --- | --- | --- | --- | --- | ------------------------------------------------------------------------------------------------ | ------------------------------------------------------------------------------------ |
| 1993 | What Made You Say That Shania Twain                                 | — | — | — | — | — | Country55 (18 Wo.)Country | — | Erstveröffentlichung: 9. März 1993                                                               |                                                                                      |
| 1993 | Dance with the One That Brought You Shania Twain                    | — | — | — | — | — | Country55 (11 Wo.)Country | — | Erstveröffentlichung: 13. Juli 1993                                                              |                                                                                      |
| 1993 | You Lay a Whole Lot of Love on Me Shania Twain                      | — | — | — | — | — | — | — | Erstveröffentlichung: September 1993                                                             |                                                                                      |
| 1995 | Whose Bed Have Your Boots Been Under? The Woman in Me               | — | — | — | — | US31 ×2Doppelplatin · (19 Wo.)US | Country11 (20 Wo.)Country | CA48 ×5Fünffachplatin (Any Man of Mine) · (1 Wo.)CA                                                                                      | Erstveröffentlichung: 2. Januar 1995 Verkäufe: + 2.000.000                                       |                                                                                      |
| 1995 | Any Man of Mine The Woman in Me                                     | — | — | — | UK— SilberUK[US: ↑] | US31 ×2Doppelplatin · (19 Wo.)US | Country1 (20 Wo.)Country[CA: ↑] | CA48 ×5Fünffachplatin (Any Man of Mine) · (1 Wo.)CA                                                                                      | Erstveröffentlichung: 26. April 1995 Verkäufe: + 1.100.000                                       |                                                                                      |
| 1995 | The Woman in Me (Needs the Man in You) The Woman in Me              | — | — | — | — | US74 (15 Wo.)US | Country14 (20 Wo.)Country | — | Erstveröffentlichung: 9. August 1995                                                             |                                                                                      |
| 1995 | (If You’re Not in It for Love) I’m Outta Here! The Woman in Me      | — | — | — | —[US: ↑] | US74 (15 Wo.)US | Country1 (20 Wo.)Country | — | Erstveröffentlichung: 15. November 1995 Verkäufe: + 70.000                                       |                                                                                      |
| 1996 | You Win My Love The Woman in Me                                     | — | — | — | — | — | Country1 (20 Wo.)Country | — | Erstveröffentlichung: 27. Januar 1996                                                            |                                                                                      |
| 1996 | No One Needs to Know The Woman in Me                                | — | — | — | — | — | Country1 (20 Wo.)Country | — | Erstveröffentlichung: 15. Mai 1996                                                               |                                                                                      |
| 1996 | Home Ain’t where His Heart Is (Anymore) The Woman in Me             | — | — | — | — | — | Country28 (14 Wo.)Country | — | Erstveröffentlichung: 24. Juli 1996                                                              |                                                                                      |
| 1996 | God Bless the Child The Woman in Me                                 | — | — | — | — | US75 (5 Wo.)US | Country48 (9 Wo.)Country | CA1 (38 Wo.)CA | Erstveröffentlichung: 26. Oktober 1996                                                           |                                                                                      |
| 1997 | Love Gets Me Every Time Come On Over                                | — | — | — | — | US25 Platin · (20 Wo.)US | Country1 (20 Wo.)Country | CA4 (17 Wo.)CA | Erstveröffentlichung: 23. September 1997 Verkäufe: + 1.000.000                                   |                                                                                      |
| 1997 | Don’t Be Stupid (You Know I Love You) Come On Over                  | — | — | — | UK5 Silber · (13 Wo.)UK | US40 (16 Wo.)US | Country6 (20 Wo.)Country | CA12 (14 Wo.)CA | Erstveröffentlichung: 11. November 1997 Verkäufe: + 200.000                                      |                                                                                      |
| 1998 | You’re Still the One Come On Over                                   | DE68 (9 Wo.)DE | — | CH26 (12 Wo.)CH | UK10 Platin · (24 Wo.)UK | US2 ×3Dreifachplatin · (42 Wo.)US | Country1 (24 Wo.)Country | CA2 ×4Vierfachplatin · (17 Wo.)CA | Erstveröffentlichung: 27. Januar 1998 Verkäufe: + 4.364.000                                      |                                                                                      |
| 1998 | From This Moment on Come On Over                                    | — | — | — | UK9 Gold · (9 Wo.)UK | US4 Platin · (40 Wo.)US | Country6 (32 Wo.)Country | CA4 ×2Doppelplatin · (6 Wo.)CA | Erstveröffentlichung: 14. März 1998 Verkäufe: + 1.710.000                                        |                                                                                      |
| 1998 | When Come On Over                                                   | — | — | — | UK18 (4 Wo.)UK | — | — | — | Erstveröffentlichung: 1. Juni 1998                                                               |                                                                                      |
| 1998 | Honey, I’m Home Come On Over                                        | — | — | — | — | US— GoldUS | Country1 (26 Wo.)Country | — | Erstveröffentlichung: 19. August 1998 Verkäufe: + 500.000                                        |                                                                                      |
| 1998 | You’ve Got a Friend VH1 Divas Live                                  | — | — | — | — | — | — | — | Erstveröffentlichung: 9. November 1998 mit Carey, Dion, Estefan, Franklin & King                 |                                                                                      |
| 1998 | That Don’t Impress Me Much Come On Over                             | DE8 Gold · (20 Wo.)DE | AT3 Gold · (16 Wo.)AT | CH6 (33 Wo.)CH | UK3 ×2Doppelplatin · (24 Wo.)UK | US7 Platin · (28 Wo.)US | Country8 (20 Wo.)Country | CA8 ×3Dreifachplatin · (9 Wo.)CA | Erstveröffentlichung: 15. Dezember 1998 Verkäufe: + 3.090.000                                    |                                                                                      |
| 1999 | Man! I Feel Like a Woman! Come On Over                              | DE33 (9 Wo.)DE | AT11 (11 Wo.)AT | CH43 (14 Wo.)CH | UK3 ×2Doppelplatin · (22 Wo.)UK | US23 ×3Dreifachplatin · (28 Wo.)US | Country4 (20 Wo.)Country | CA31 ×6Sechsfachplatin · (3 Wo.)CA | Erstveröffentlichung: März 1999 Verkäufe: + 5.190.000                                            |                                                                                      |
| 1999 | You’ve Got a Way Come On Over                                       | — | — | — | — | US49 (13 Wo.)US | Country13 (20 Wo.)Country | — | Erstveröffentlichung: Mai 1999                                                                   |                                                                                      |
| 1999 | Come On Over                                                        | — | — | — | — | US58 (10 Wo.)US | Country6 (20 Wo.)Country | CA19 (1 Wo.)CA | Erstveröffentlichung: 6. September 1999                                                          |                                                                                      |
| 2000 | Rock This Country! Come On Over                                     | — | — | — | — | — | Country30 (17 Wo.)Country | — | Erstveröffentlichung: 10. Januar 2000                                                            |                                                                                      |
| 2000 | I’m Holdin’ On to Love (To Save My Life) Come On Over               | — | — | — | — | — | Country17 (21 Wo.)Country | — | Erstveröffentlichung: 3. Juli 2000                                                               |                                                                                      |
| 2002 | I’m Gonna Getcha Good! Up!                                          | DE15 (13 Wo.)DE | AT12 (19 Wo.)AT | CH10 (21 Wo.)CH | UK4 Silber · (15 Wo.)UK | US34 Gold · (20 Wo.)US | Country7 (20 Wo.)Country | CA1 (19 Wo.)CA | Erstveröffentlichung: 4. November 2002 Verkäufe: + 740.000                                       |                                                                                      |
| 2003 | Up!                                                                 | DE42 (9 Wo.)DE | AT26 (9 Wo.)AT | CH51 (8 Wo.)CH | UK21 (5 Wo.)UK | US63 Gold · (10 Wo.)US | Country12 (20 Wo.)Country | CA2 (19 Wo.)CA | Erstveröffentlichung: 6. Januar 2003 Verkäufe: + 600.000                                         |                                                                                      |
| 2003 | Ka-Ching! Up!                                                       | DE3 Gold · (20 Wo.)DE | AT2 Gold · (27 Wo.)AT | CH2 (26 Wo.)CH | UK8 (8 Wo.)UK | — | — | — | Erstveröffentlichung: 17. Februar 2003 Verkäufe: + 165.000                                       |                                                                                      |
| 2003 | Forever and for Always Up!                                          | DE9 (19 Wo.)DE | AT6 (25 Wo.)AT | CH26 (13 Wo.)CH | UK6 (10 Wo.)UK | US20 Platin · (23 Wo.)US | Country4 (26 Wo.)Country | CA5 (25 Wo.)CA | Erstveröffentlichung: 7. April 2003 Verkäufe: + 1.000.000                                        |                                                                                      |
| 2003 | Thank You Baby! (for Makin’ Someday Come So Soon) Up!               | DE20 (11 Wo.)DE | AT17 (18 Wo.)AT | CH35 (6 Wo.)CH | UK11 (7 Wo.)UK | — | — | — | Erstveröffentlichung: 11. August 2003                                                            |                                                                                      |
| 2003 | She’s Not Just a Pretty Face Up!                                    | — | — | — | — | US56 (13 Wo.)US | Country9 (20 Wo.)Country | — | Erstveröffentlichung: 6. Oktober 2003                                                            |                                                                                      |
| 2003 | When You Kiss Me Up!                                                | DE30 (9 Wo.)DE | AT32 (16 Wo.)AT | CH47 (4 Wo.)CH | UK21 (5 Wo.)UK | — | Country60 (1 Wo.)Country | — | Erstveröffentlichung: 10. November 2003                                                          |                                                                                      |
| 2004 | It Only Hurts When I’m Breathing Up!                                | — | — | — | — | US71 (7 Wo.)US | Country18 (20 Wo.)Country | — | Erstveröffentlichung: 9. Februar 2004                                                            |                                                                                      |
| 2004 | Party for Two Greatest Hits                                         | DE7 (18 Wo.)DE | AT6 (16 Wo.)AT | CH13 (12 Wo.)CH | UK10 (9 Wo.)UK | US58 Platin · (14 Wo.)US | Country7 (20 Wo.)Country | CA2 (31 Wo.)CA | Erstveröffentlichung: 7. September 2004 Verkäufe: + 1.000.000; mit Mark McGrath/Billy Currington |                                                                                      |
| 2005 | Don’t Greatest Hits                                                 | DE58 (4 Wo.)DE | — | — | UK30 (3 Wo.)UK | — | Country24 (15 Wo.)Country | — | Erstveröffentlichung: 17. Januar 2005                                                            |                                                                                      |
| 2005 | I Ain’t No Quitter Greatest Hits                                    | — | — | — | — | — | Country45 (8 Wo.)Country | — | Erstveröffentlichung: 2. Mai 2005                                                                |                                                                                      |
| 2005 | Shoes Music from and Inspired by Desperate Housewives               | — | — | — | — | — | Country29 (13 Wo.)Country | — | Erstveröffentlichung: 29. August 2005                                                            |                                                                                      |
| 2017 | Life’s About to Get Good Now                                        | — | — | — | — | — | Country33 (1 Wo.)Country | CA16 Gold · (1 Wo.)CA | Erstveröffentlichung: 15. Juni 2017 Verkäufe: + 40.000                                           |                                                                                      |
| 2017 | Swingin’ with My Eyes Closed Now                                    | — | — | — | — | — | — | — | Erstveröffentlichung: 18. August 2017                                                            |                                                                                      |
| 2017 | Who’s Gonna Be Your Girl Now                                        | — | — | — | — | — | — | — | Erstveröffentlichung: 10. Oktober 2017                                                           |                                                                                      |
| 2022 | Waking Up Dreaming Queen of Me                                      | — | — | — | — | — | — | CA3 (2 Wo.)CA | Erstveröffentlichung: 23. September 2022                                                         |                                                                                      |
| 2022 | Last Day of Summer Queen of Me                                      | — | — | — | — | — | — | — | Erstveröffentlichung: 28. Oktober 2022                                                           |                                                                                      |
| 2023 | Giddy Up! Queen of Me                                               | — | — | — | — | — | — | CA8 (… Wo.)CA | Erstveröffentlichung: 5. Januar 2023                                                             |                                                                                      |
| Folgende Lieder erschienen nicht als Single, wurden aber durch das Album zum Download und Streaming bereitgestellt und konnten somit eine Platzierung erlangen: |                                                                     | | | | | | | |                                                                                                  |                                                                                      |
| |                                                                     | | | | | | | |                                                                                                  |                                                                                      |
| 2003 | Coat of Many Colors Just Because I’m a Woman: Songs of Dolly Parton | — | — | — | — | — | Country57 (2 Wo.)Country | — | Charteinstieg: 13. Dezember 2003 mit Alison Krauss & Union Station; Original: Dolly Parton       |                                                                                      |
| 2022 | Not Just a Girl Not Just a Girl – The Highlights                    | — | — | — | — | — | Country32 (2 Wo.)Country | — | Charteinstieg: 6. August 2022                                                                    |                                                                                      |

### Als Gastmusikerin
| Jahr | Titel Album                    | Höchstplatzierung, Gesamtwochen, AuszeichnungChartplatzierungen (Jahr, Titel, Album, Platzierungen, Wochen, Auszeichnungen, Anmerkungen) | Höchstplatzierung, Gesamtwochen, AuszeichnungChartplatzierungen (Jahr, Titel, Album, Platzierungen, Wochen, Auszeichnungen, Anmerkungen) | Höchstplatzierung, Gesamtwochen, AuszeichnungChartplatzierungen (Jahr, Titel, Album, Platzierungen, Wochen, Auszeichnungen, Anmerkungen) | Höchstplatzierung, Gesamtwochen, AuszeichnungChartplatzierungen (Jahr, Titel, Album, Platzierungen, Wochen, Auszeichnungen, Anmerkungen) | Höchstplatzierung, Gesamtwochen, AuszeichnungChartplatzierungen (Jahr, Titel, Album, Platzierungen, Wochen, Auszeichnungen, Anmerkungen) | Höchstplatzierung, Gesamtwochen, AuszeichnungChartplatzierungen (Jahr, Titel, Album, Platzierungen, Wochen, Auszeichnungen, Anmerkungen) | Höchstplatzierung, Gesamtwochen, AuszeichnungChartplatzierungen (Jahr, Titel, Album, Platzierungen, Wochen, Auszeichnungen, Anmerkungen) | Anmerkungen                                                                                              |
| Jahr | Titel Album                    | DE | AT | CH | UK | US | Country | CA | Anmerkungen                                                                                              |
| --- | ------------------------------ | --- | --- | --- | --- | --- | --- | --- | --- |
| 2012 | Endless Love Tuskegee          | — | — | — | — | — | — | — | Erstveröffentlichung: 7. Februar 2012 Lionel Richie feat. Shania Twain                                   |
| 2020 | Forever and Ever Twenty Twenty | — | — | — | — | — | — | — | Erstveröffentlichung: 12. November 2020 Ronan Keating feat. Shania Twain                                 |
| 2020 | Hole in the Bottle –           | — | — | — | — | — | — | — | Erstveröffentlichung: 13. November 2020 Kelsea Ballerini feat. Shania Twain                              |
| 2023 | Unhealthy                      | — | — | — | UK18 Gold · (20 Wo.)UK | — | — | — | Erstveröffentlichung: 18. Mai 2023 Verkäufe: + 530.000; Anne-Marie feat. Shania Twain                    |
| Folgende Lieder erschienen nicht als Single, wurden aber durch das Album zum Download und Streaming bereitgestellt und konnten somit eine Platzierung erlangen: |                                | | | | | | | | |
| |                                | | | | | | | | |
| 2011 | White Christmas Christmas      | DE35 (18 Wo.)DE | — | CH33 (4 Wo.)CH | UK— GoldUK | — | — | CA70 (3 Wo.)CA | Charteinstieg: 31. Dezember 2011 Michael Bublé & Shania Twain Verkäufe: + 400.000; Original: Bing Crosby |

## Videoalben und Musikvideos

### Videoalben
| Jahr | Titel Musiklabel                                                    | Höchstplatzierung, Gesamtwochen, AuszeichnungChartplatzierungen (Jahr, Titel, Musiklabel, Platzierungen, Wochen, Auszeichnungen, Anmerkungen) | Höchstplatzierung, Gesamtwochen, AuszeichnungChartplatzierungen (Jahr, Titel, Musiklabel, Platzierungen, Wochen, Auszeichnungen, Anmerkungen) | Höchstplatzierung, Gesamtwochen, AuszeichnungChartplatzierungen (Jahr, Titel, Musiklabel, Platzierungen, Wochen, Auszeichnungen, Anmerkungen) | Höchstplatzierung, Gesamtwochen, AuszeichnungChartplatzierungen (Jahr, Titel, Musiklabel, Platzierungen, Wochen, Auszeichnungen, Anmerkungen) | Höchstplatzierung, Gesamtwochen, AuszeichnungChartplatzierungen (Jahr, Titel, Musiklabel, Platzierungen, Wochen, Auszeichnungen, Anmerkungen) | Höchstplatzierung, Gesamtwochen, AuszeichnungChartplatzierungen (Jahr, Titel, Musiklabel, Platzierungen, Wochen, Auszeichnungen, Anmerkungen) | Anmerkungen                                                                       |
| Jahr | Titel Musiklabel                                                    | DE | AT | CH | UK | US | CA | Anmerkungen                                                                       |
| ---- | ------------------------------------------------------------------- | --- | --- | --- | --- | --- | --- | --------------------------------------------------------------------------------- |
| 1995 | The Woman in Me Mercury Nashville (UMG)                             | DE*DE | AT*AT | CH*CH | — | US1 Platin · (62 Wo.)US | CA*CA | Erstveröffentlichung: 26. September 1995 Verkäufe: + 100.000; * siehe Studioalbum |
| 1996 | The Complete Woman in Me Video Collection Mercury Nashville (UMG)   | DE*DE | AT*AT | CH*CH | — | US2 Platin · (82 Wo.)US | CA*CA | Erstveröffentlichung: 19. November 1996 Verkäufe: + 100.000; * siehe Studioalbum  |
| 1999 | VH1 Behind the Music: Shania Twain Mercury Nashville (UMG)          | — | — | — | — | US5 Platin · (23 Wo.)US | — | Erstveröffentlichung: 2. März 1999 Verkäufe: + 100.000                            |
| 1999 | Live Mercury Nashville (UMG)                                        | — | — | — | UK1 ×2Doppelplatin · (88 Wo.)UK | US2 Platin · (83 Wo.)US | — | Erstveröffentlichung: 11. Mai 1999 Verkäufe: + 200.000                            |
| 1999 | Come On Over: Video Collection Mercury Nashville (UMG)              | DE*DE | AT*AT | CH*CH | — | US2 Platin · (44 Wo.)US | CA*CA | Erstveröffentlichung: 9. November 1999 Verkäufe: + 100.000; * siehe Studioalbum   |
| 2001 | The Platinum Collection Mercury Nashville (UMG)                     | — | — | — | UK3 ×2Doppelplatin · (65 Wo.)UK | US9 Platin · (27 Wo.)US | — | Erstveröffentlichung: 6. November 2001 Verkäufe: + 250.000                        |
| 2001 | The Specials Mercury Nashville (UMG)                                | — | — | — | — | US34 (1 Wo.)US | — | Erstveröffentlichung: 20. November 2001 Verkäufe: + 25.000                        |
| 2002 | A Collection of Video Hits Mercury Nashville (UMG)                  | — | — | — | — | US2 (3 Wo.)US | — | Erstveröffentlichung: November 2002                                               |
| 2003 | Up! Live in Chicago Mercury Nashville (UMG)                         | DE61 (11 Wo.)DE | AT3 Gold · (9 Wo.)AT | CH*CH | UK7 Gold · (24 Wo.)UK | US11 Platin · (33 Wo.)US | CA*CA | Erstveröffentlichung: 18. November 2003 Verkäufe: + 175.000; * siehe Up!          |
| 2004 | Up! Close and Personal Mercury Nashville (UMG)                      | DE98 (1 Wo.)DE | AT9 (1 Wo.)AT | CH*CH | UK11 Gold · (17 Wo.)UK | US8 Platin · (5 Wo.)US | CA*CA | Erstveröffentlichung: 8. November 2004 Verkäufe: + 127.500; * siehe Up!           |
| 2015 | Shania: Still the One – Live from Las Vegas Mercury Nashville (UMG) | DE*DE | AT1 (3 Wo.)AT | CH1 (3 Wo.)CH | UK1 (31 Wo.)UK | US7 (22 Wo.)US | CA*CA | Erstveröffentlichung: 3. März 2015 * siehe Livealbum                              |

### Musikvideos
| Jahr | Titel                                             | Regie                        |
| ---- | ------------------------------------------------- | ---------------------------- |
| 1993 | What Made You Say That                            | Steven Goldmann              |
| 1993 | Dance with the One That Brought You               | Sean Penn                    |
| 1993 | You Lay a Whole Lot of Love on Me                 | Steven Goldmann              |
| 1995 | Whose Bed Have Your Boots Been Under?             | John Derek                   |
| 1995 | Any Man of Mine                                   | John Derek, Charley Randazzo |
| 1995 | The Woman in Me (Needs the Man in You)            | Markus Blunder               |
| 1995 | (If You’re Not in It for Love) I’m Outta Here!    | Steven Goldmann              |
| 1996 | You Win My Love                                   | Steven Goldmann              |
| 1996 | No One Needs to Know                              | Steven Goldmann              |
| 1996 | Home Ain’t Where His Heart Is                     | Steven Goldmann              |
| 1996 | God Bless the Child                               | Larry Jordan                 |
| 1997 | Love Gets Me Every Time                           | Timothy White                |
| 1997 | Don’t Be Stupid (You Know I Love You)             | Larry Jordan                 |
| 1998 | You’re Still the One                              | David Hogan                  |
| 1998 | Honey I’m Home                                    | Larry Jordan                 |
| 1998 | From This Moment on                               | Paul Boyd                    |
| 1998 | When                                              | Markus Blunder               |
| 1998 | That Don’t Impress Me Much                        | Paul Boyd                    |
| 1999 | Man! I Feel Like a Woman!                         | Paul Boyd                    |
| 1999 | You’ve Got a Way                                  | Paul Boyd                    |
| 1999 | Come On Over                                      | Larry Jordan                 |
| 1999 | Rock This Country!                                | Larry Jordan                 |
| 2002 | I’m Gonna Getcha Good!                            | Paul Boyd                    |
| 2003 | Up!                                               | Antti J                      |
| 2003 | Ka-Ching!                                         | Antti J                      |
| 2003 | Forever and for Always                            | Paul Boyd                    |
| 2003 | Thank You Baby! (For Makin’ Someday Come So Soon) | Paul Boyd                    |
| 2003 | When You Kiss Me                                  | Paul Boyd                    |
| 2003 | She’s Not Just a Pretty Face                      | Beth McCarthy Miller         |
| 2004 | It Only Hurts When I’m Breathing                  | Beth McCarthy Miller         |
| 2004 | Party for Two                                     | Marcus Raboy                 |
| 2005 | Don’t                                             | Wayne Isham                  |
| 2005 | I Ain’t No Quitter                                | Wayne Isham                  |
| 2017 | Life’s About To Get Good                          | Matthew Cullen               |
| 2022 | Waking Up Dreaming                                | Isaac Rentz                  |
| 2022 | Giddy Up!                                         |                              |

## Promoveröffentlichungen
Promo-Singles

| Jahr | Titel Album                                           | Höchstplatzierung, Gesamtwochen, AuszeichnungChartplatzierungen (Jahr, Titel, Album, Platzierungen, Wochen, Auszeichnungen, Anmerkungen) | Höchstplatzierung, Gesamtwochen, AuszeichnungChartplatzierungen (Jahr, Titel, Album, Platzierungen, Wochen, Auszeichnungen, Anmerkungen) | Höchstplatzierung, Gesamtwochen, AuszeichnungChartplatzierungen (Jahr, Titel, Album, Platzierungen, Wochen, Auszeichnungen, Anmerkungen) | Höchstplatzierung, Gesamtwochen, AuszeichnungChartplatzierungen (Jahr, Titel, Album, Platzierungen, Wochen, Auszeichnungen, Anmerkungen) | Höchstplatzierung, Gesamtwochen, AuszeichnungChartplatzierungen (Jahr, Titel, Album, Platzierungen, Wochen, Auszeichnungen, Anmerkungen) | Höchstplatzierung, Gesamtwochen, AuszeichnungChartplatzierungen (Jahr, Titel, Album, Platzierungen, Wochen, Auszeichnungen, Anmerkungen) | Höchstplatzierung, Gesamtwochen, AuszeichnungChartplatzierungen (Jahr, Titel, Album, Platzierungen, Wochen, Auszeichnungen, Anmerkungen) | Anmerkungen                              |
| Jahr | Titel Album                                           | DE | AT | CH | UK | US | Country | CA | Anmerkungen                              |
| ---- | ----------------------------------------------------- | --- | --- | --- | --- | --- | --- | --- | ---------------------------------------- |
| 1997 | If It Don’t Take Two The Woman in Me                  | — | — | — | — | — | — | — | Erstveröffentlichung: 1997               |
| 2011 | Today Is Your Day Why Not? with Shania Twain (O.S.T.) | — | — | — | — | US66 (1 Wo.)US | Country36 (6 Wo.)Country | CA7 (2 Wo.)CA | Erstveröffentlichung: 12. Juni 2011      |
| 2017 | Poor Me Now                                           | — | — | — | — | — | — | — | Erstveröffentlichung: 20. Juli 2017      |
| 2017 | We Got Something They Don’t Now                       | — | — | — | — | — | — | — | Erstveröffentlichung: 15. September 2017 |

## Sonderveröffentlichungen

### Alben
| Jahr | Titel Musiklabel                                       | Anmerkungen                                               |
| ---- | ------------------------------------------------------ | --------------------------------------------------------- |
| 2004 | The Rhythm Made Me Do It Euro Trend (Euro)             | Erstveröffentlichung: 12. Januar 2004                     |
| 2010 | Come On Over + The Woman in Me Mercury Nashville (UMG) | Erstveröffentlichung: 7. Mai 2010 Teil der „2-in-1“-Reihe |

### Lieder
| Jahr | Titel Album                                   | Anmerkungen                                                                                    |
| ---- | --------------------------------------------- | ---------------------------------------------------------------------------------------------- |
| 2003 | Blue Eyes Crying in the Rain Live and Kickin’ | Erstveröffentlichung: 24. Juni 2003 Willie Nelson & Shania Twain                               |
| 2007 | You Needed Me Duets                           | Erstveröffentlichung: 13. November 2007 Anne Murray feat. Shania Twain                         |
| 2011 | White Christmas Christmas                     | Erstveröffentlichung: 24. Oktober 2011 Michael Bublé feat. Shania Twain; Original: Bing Crosby |
| 2012 | Endless Love Tuskegee                         | Erstveröffentlichung: 7. Februar 2012 Lionel Richie feat. Shania Twain                         |
| 2020 | Forever and Ever Twenty Twenty                | Erstveröffentlichung: 24. Juli 2020 Ronan Keating feat. Shania Twain                           |

| Jahr | Titel Album                                                         | Anmerkungen                                                                                           |
| ---- | ------------------------------------------------------------------- | --- |
| 1998 | A Natural Woman (Live) VH1 Divas                                    | Erstveröffentlichung: 6. Oktober 1998 mit Mariah Carey, Céline Dion, Gloria Estefan & Aretha Franklin |
| 1998 | Man! I Feel Like a Woman! (Live) VH1 Divas                          | Erstveröffentlichung: 6. Oktober 1998                                                                 |
| 1998 | Testimony (Live) VH1 Divas                                          | Erstveröffentlichung: 6. Oktober 1998 mit Mariah Carey, Céline Dion, Gloria Estefan & Aretha Franklin |
| 1998 | You’re Still the One (Live) VH1 Divas                               | Erstveröffentlichung: 6. Oktober 1998                                                                 |
| 1998 | You’ve Got a Friend (Live) VH1 Divas                                | Erstveröffentlichung: 6. Oktober 1998 mit Céline Dion, Gloria Estefan & Carole King                   |
| 1999 | Amneris’ Letter Aida                                                | Erstveröffentlichung: 22. März 1999                                                                   |
| 2013 | Coat of Many Colors Just Because I’m a Woman: Songs of Dolly Parton | Erstveröffentlichung: 14. Oktober 2013 mit Alison Krauss & Union Station; Original: Dolly Parton      |

| Jahr | Titel Soundtrack           | Anmerkungen                                     |
| ---- | -------------------------- | ----------------------------------------------- |
| 2005 | Shoes Desperate Housewives | Erstveröffentlichung: 29. August 2005           |
| 2024 | Boots Don’t Twisters       | Erstveröffentlichung: 19. Juli 2024 mit Breland |

## Statistik

### Chartauswertung
Die folgende Aufstellung beinhaltet eine Übersicht über die Charterfolge Twains in den Album- und Single- und Musik-DVD-Charts. Zu berücksichtigen ist, dass in Deutschland die Besonderheit besteht, dass sich Videoalben ebenfalls in den Albumcharts platzieren, in den weiteren Ländern stammen die Chartausgaben aus den Musik-DVD-Charts.
|                     | DE     | AT    | CH    | UK    | US     | CA    | Country          |
| ------------------- | ------ | ----- | ----- | ----- | ------ | ----- | ---------------- |
| Nummer-eins-Alben   | DE1DE  | AT—AT | CH—CH | UK3UK | US2US  | CA4CA | Country5Country  |
| Top-10-Alben        | DE3DE  | AT3AT | CH5CH | UK6UK | US6US  | CA7CA | Country8Country  |
| Alben in den Charts | DE10DE | AT6AT | CH7CH | UK8UK | US10US | CA7CA | Country11Country |

|                       | DE     | AT    | CH     | UK     | US     | CA     | Country          |
| --------------------- | ------ | ----- | ------ | ------ | ------ | ------ | ---------------- |
| Nummer-eins-Singles   | DE—DE  | AT—AT | CH—CH  | UK—UK  | US—US  | CA2CA  | Country7Country  |
| Top-10-Singles        | DE4DE  | AT4AT | CH3CH  | UK9UK  | US3US  | CA12CA | Country16Country |
| Singles in den Charts | DE11DE | AT8AT | CH10CH | UK15UK | US17US | CA18CA | Country34Country |

|                          | DE    | AT    | CH    | UK    | US     | CA    |
| ------------------------ | ----- | ----- | ----- | ----- | ------ | ----- |
| Nummer-eins-Videoalben   | DE—DE | AT1AT | CH1CH | UK2UK | US1US  | CA—CA |
| Top-10-Videoalben        | DE—DE | AT3AT | CH1CH | UK4UK | US9US  | CA—CA |
| Videoalben in den Charts | DE—DE | AT3AT | CH1CH | UK5UK | US11US | CA—CA |

### Auszeichnungen für Musikverkäufe
| Land/RegionAuszeichnungen für Musikverkäufe (Land/Region, Auszeichnungen, Verkäufe, Quellen) | Silber     | Gold       | Platin         | Diamant       | Verkäufe     | Quellen                                                     |
| -------------------------------------------------------------------------------------------- | ---------- | ---------- | -------------- | ------------- | ------------ | ----------------------------------------------------------- |
| Argentinien (CAPIF)                                                                          | —          | —          | 2× Platin2     | —             | 120.000      | capif.org.ar (Memento vom 6. Juli 2011 im Internet Archive) |
| Australien (ARIA)                                                                            | —          | Gold1      | 41× Platin41   | —             | 2.850.000    | aria.com.au                                                 |
| Belgien (BRMA)                                                                               | —          | 5× Gold5   | 3× Platin3     | —             | 270.000      | ultratop.be                                                 |
| Brasilien (PMB)                                                                              | —          | 6× Gold6   | 3× Platin3     | —             | 540.000      | pro-musicabr.org.br                                         |
| Dänemark (IFPI)                                                                              | —          | 5× Gold5   | 8× Platin8     | —             | 380.000      | ifpi.dk                                                     |
| Deutschland (BVMI)                                                                           | —          | 3× Gold3   | 4× Platin4     | —             | 1.950.000    | musikindustrie.de                                           |
| Europa (IFPI)                                                                                | —          | —          | 10× Platin10   | —             | (10.000.000) | ifpi.org (Memento vom 1. Januar 2014 im Internet Archive)   |
| Finnland (IFPI)                                                                              | —          | Gold1      | —              | —             | 38.958       | ifpi.fi                                                     |
| Frankreich (SNEP)                                                                            | Silber1    | Gold1      | 2× Platin2     | —             | 975.000      | infodisc.fr                                                 |
| Irland (IRMA)                                                                                | —          | —          | 3× Platin3     | —             | 45.000       | irishcharts.ie                                              |
| Japan (RIAJ)                                                                                 | —          | 2× Gold2   | Platin1        | —             | 400.000      | riaj.or.jp JP2                                              |
| Kanada (MC)                                                                                  | —          | Gold1      | 27× Platin27   | 7× Diamant7   | 9.286.000    | musiccanada.com                                             |
| Mexiko (AMPROFON)                                                                            | —          | Gold1      | —              | —             | 100.000      | amprofon.com.mx                                             |
| Neuseeland (RMNZ)                                                                            | —          | 3× Gold3   | 34× Platin34   | —             | 600.000      | aotearoamusiccharts.co.nz NZ2 NZ3                           |
| Niederlande (NVPI)                                                                           | —          | 2× Gold2   | 5× Platin5     | —             | 480.000      | nvpi.nl                                                     |
| Norwegen (IFPI)                                                                              | —          | Gold1      | 9× Platin9     | —             | 360.000      | ifpi.no (Memento vom 5. November 2012 im Internet Archive)  |
| Österreich (IFPI)                                                                            | —          | 5× Gold5   | Platin1        | —             | 125.000      | ifpi.at                                                     |
| Polen (ZPAV)                                                                                 | —          | 2× Gold2   | —              | —             | 60.000       | olis.pl                                                     |
| Portugal (AFP)                                                                               | Silber1    | —          | Platin1        | —             | 50.000       | Einzelnachweise                                             |
| Schweden (IFPI)                                                                              | —          | —          | 4× Platin4     | —             | 300.000      | sverigetopplistan.se                                        |
| Schweiz (IFPI)                                                                               | —          | —          | 7× Platin7     | —             | 310.000      | hitparade.ch                                                |
| Spanien (Promusicae)                                                                         | —          | 3× Gold3   | Platin1        | —             | 210.000      | elportaldemusica.es                                         |
| Südafrika (RISA)                                                                             | —          | —          | 4× Platin4     | —             | 200.000      | mi2n.com                                                    |
| Uruguay (CUD)                                                                                | —          | Gold1      | —              | —             | 3.000        | cudisco.org                                                 |
| Vereinigte Staaten (RIAA)                                                                    | —          | 5× Gold5   | 28× Platin28   | 4× Diamant4   | 63.800.000   | riaa.com                                                    |
| Vereinigtes Königreich (BPI)                                                                 | 7× Silber7 | 6× Gold6   | 27× Platin27   | —             | 11.157.000   | bpi.co.uk                                                   |
| Insgesamt                                                                                    | 9× Silber9 | 54× Gold54 | 225× Platin225 | 11× Diamant11 |              |                                                             |